# Dhurgham Ismail
Dhurgham Ismail Dawoud Al-Quraishi (Amarah, 23 de maio de 1994) é um futebolista profissional iraquiano que atua como meia, atualmente defende o Çaykur Rizespor.

## Carreira
Dhurgham Ismail fará parte do elenco da Seleção Iraquiana de Futebol nas Olimpíadas de 2016.